# Libreria Editrice Goriziana
Libreria Editrice Goriziana (abbreviata in  LEG) è una casa editrice italiana fondata a Gorizia nel 1983 da Federico e Adriano Ossola.

## Storia
La sede originaria è sita in Corte Sant'Ilario 14, presso il duomo di Gorizia. Fin dalla nascita LEG ha operato parallelamente come libreria al dettaglio, libreria antiquaria e casa editrice, nell'ambito storico (in particolare storia locale e militare), saggistico e narrativo. Nel 1997 viene siglato l'accordo di distribuzione nazionale dei libri prodotti dalla Leg con Dehoniana libri Spa. Nel 2014 vanta oltre trecento pubblicazioni a catalogo.
Nel 1992 la sede principale trasloca in corso Verdi 67. A partire dagli anni novanta la libreria antiquaria partecipa a fiere antiquarie di carattere nazionale e internazionale (Milano, Stoccarda, Zurigo, Londra e Parigi) e trova nuova sede nel 2005 in un magazzino retrostante la libreria, appositamente restaurato e incorniciato da un giardino interno.
Nel 2013 le tre attività vengono razionalizzate con lo scorporo di una srl, dedicata a produzione editoriale e vendita al dettaglio, e di Leg Antiqua, specializzata nelle opere a stampa d'antiquariato.

## L'attività editoriale
Negli anni LEG ha pubblicato traduzioni e opere originali di svariati autori italiani ed esteri, soprattutto in ambito militare, acquistando notorietà nazionale. Tra di essi, Giorgio Rochat ed Antonio Sema, cui è stato anche dedicato un premio scolastico. LEG ha inoltre pubblicato le edizioni italiane di opere di autori rilevanti in ambito storico internazionale, come David Glantz, Basil Liddell Hart, Stephen Turnbull e Paul G. Halpern, nonché di interesse non esclusivamente storico come Milovan Đilas, Luigi Albertini ed Erwin Rommel. Nel 2001 LEG pubblica l'edizione italiana di "Guerra senza limiti" di Qiao Lian e Wang Xiangsui, opera che secondo enti investigativi statunitensi aveva ispirato alcune modalità dell'attentato alle Torri Gemelle dello stesso anno, curata dal generale Fabio Mini.
Nella collana BAM (Biblioteca di arte militare) vengono pubblicate le traduzioni di opere della Osprey, grazie a un accordo di collaborazione.

## Storia
Di fronte alla sede si trovano i giardini pubblici, area che negli anni ospiterà diverse iniziative promosse. Tra di esse spicca "èStoria", festival internazionale della storia che si tiene annualmente. Il festival gode dell'alto patronato del presidente della Repubblica e del patrocinio del Ministero degli esteri, oltre che del Comune, della Provincia e della Regione. Paolo Mieli lo ha definito il festival sulla storia più importante d'Italia e da tempo ha ricevuto l'attenzione della stampa nazionale, oltre che degli addetti ai lavori..